# Огородніков Володимир Іванович
Огородніков Володимир Іванович (24 серпня 1947 року — 5 вересня 2006 року) — український геолог, доктор геологічних наук, професор Київського національного університету імені Тараса Шевченка.

## Біографія
Народився 24 серпня 1947 року в Мурманську, Росія. Закінчив 1970 географічний факультет Київського університету. Університетський працівник з 1987 року: старший науковий співробітник, провідний науковий співробітник науково-дослідної частини географічного факультету. У 1994—2002 роках доцент, у 2002—2005 професор кафедри землезнавства та геоморфології, у 2005—2006 роках старший науковий співробітник науково-дослідної частини. Кандидатська дисертація «Сучасне осадконакопичення на шельфі Чукотського моря» захищена у 1977 році, докторська на тему «Сучасний седиментогенез у внутрішньоконтинентальних басейнах гумідної зони» захищена у 2001. Читав курси: «Морська геоморфологія», «Мінералогія та петрографія», «Геологія та корисні копалини світу», «Літологія та раціональний аналіз». Розвивав новий напрямок — гідрогенну геоморфологію. Брав участь у багатьох океанографічних експедиціях в північних, далекосхідних і південних морях та в спеціальних дослідженнях з вивчення берегової зони морів та седиментації у водосховищах, озерах та лиманах України. Проводив експедиційні роботи в Україні, Європейському Заполяр'ї, Прибалтиці, Чукотці та Далекому Сході, на шельфі Румунії та Болгарії, включаючи наукові дослідження на науково-дослідницьких суднах.

## Наукові праці
Співавтор 16 науково-дослідних звітів. Автор понад 150 наукових праць, 3 монографій у співавторстві. Основні праці:
1. (рос.) Геология шельфа Украинской ССР. Том: Твёрдые полезные ископаемые. — К., 1983 (у співавторстві).
2. (рос.) Геология шельфа Украинской ССР. Том: Литология. — К., 1983 (у співавторстві).
3. (рос.) Гидротехническое строительство мира и окружающая среда. — К., 2002 (у співавторстві).